# Klukowo (gromada)
Klukowo – dawna gromada, czyli najmniejsza jednostka podziału terytorialnego Polskiej Rzeczypospolitej Ludowej w latach 1954–1972.
Gromady, z gromadzkimi radami narodowymi (GRN) jako organami władzy najniższego stopnia na wsi, funkcjonowały od reformy reorganizującej administrację wiejską przeprowadzonej jesienią 1954 do momentu ich zniesienia z dniem 1 stycznia 1973, tym samym wypierając organizację gminną w latach 1954–1972.
Gromadę Klukowo z siedzibą GRN w Klukowie utworzono – jako jedną z 8759 gromad – w powiecie wysokomazowieckim w woj. białostockim, na mocy uchwały nr 24/V WRN w Białymstoku z dnia 4 października 1954. W skład jednostki weszły obszary dotychczasowych gromad Lubowicz Kąty, Klukowo, Klukowo Kolonia, Trojanowo, Trojanówek, Sobolewo, Kapłań, Piętki Gręzki i Piętki Szeligi ze zniesionej gminy Klukowo w tymże powiecie. Dla gromady ustalono 19 członków gromadzkiej rady narodowej.
31 grudnia 1959 do gromady Klukowo przyłączono wsie Łuniewo Wielkie i Łuniewo Małe ze zniesionej gromady Usza Mała, wsie Kostry Śmiejki i Lubowicz-Byzie ze zniesionej gromady Kostry Stare oraz wsie Piętki Żebry i Piętki Basie ze zniesionej gromady Wojny-Krupy.
Gromada przetrwała do końca 1972 roku, czyli do kolejnej reformy gminnej. Z dniem 1 stycznia 1973 roku reaktywowano gminę Klukowo.